# サルダーニャ駅
サルダーニャ駅（ポルトガル語: Estação Saldanha）はポルトガルのリスボンアヴェニーダス・ノーヴァス地区にある、リスボンメトロ（リスボン地下鉄）の駅。黄色線と赤線の乗換駅である。

## 沿革
黄色線の駅は1959年12月29日にリスボンメトロが開業した時に設けられた、最初の11駅のうちのひとつである。黄色線の駅は1959年12月29日に開業し、赤線の駅は2009年8月29日に開業。

## 駅構造
黄色線はサルダーニャ公爵広場の地下に駅施設が設けられている、相対式ホーム2面2線の地下駅。駅施設は建築家ファルカン・エ・クーニャの設計、画家マリア・ケイルのデザインの元建築された。
赤線はアビラ公爵通り（Avenida Duque d'Ávila）の地下に駅施設が設けられている、相対式ホーム2面2線の地下駅。駅施設は建築家ジェルマーノ・ヴェナーデの設計、画家アルマダ・ネグレイロスのデザインの元建築された。

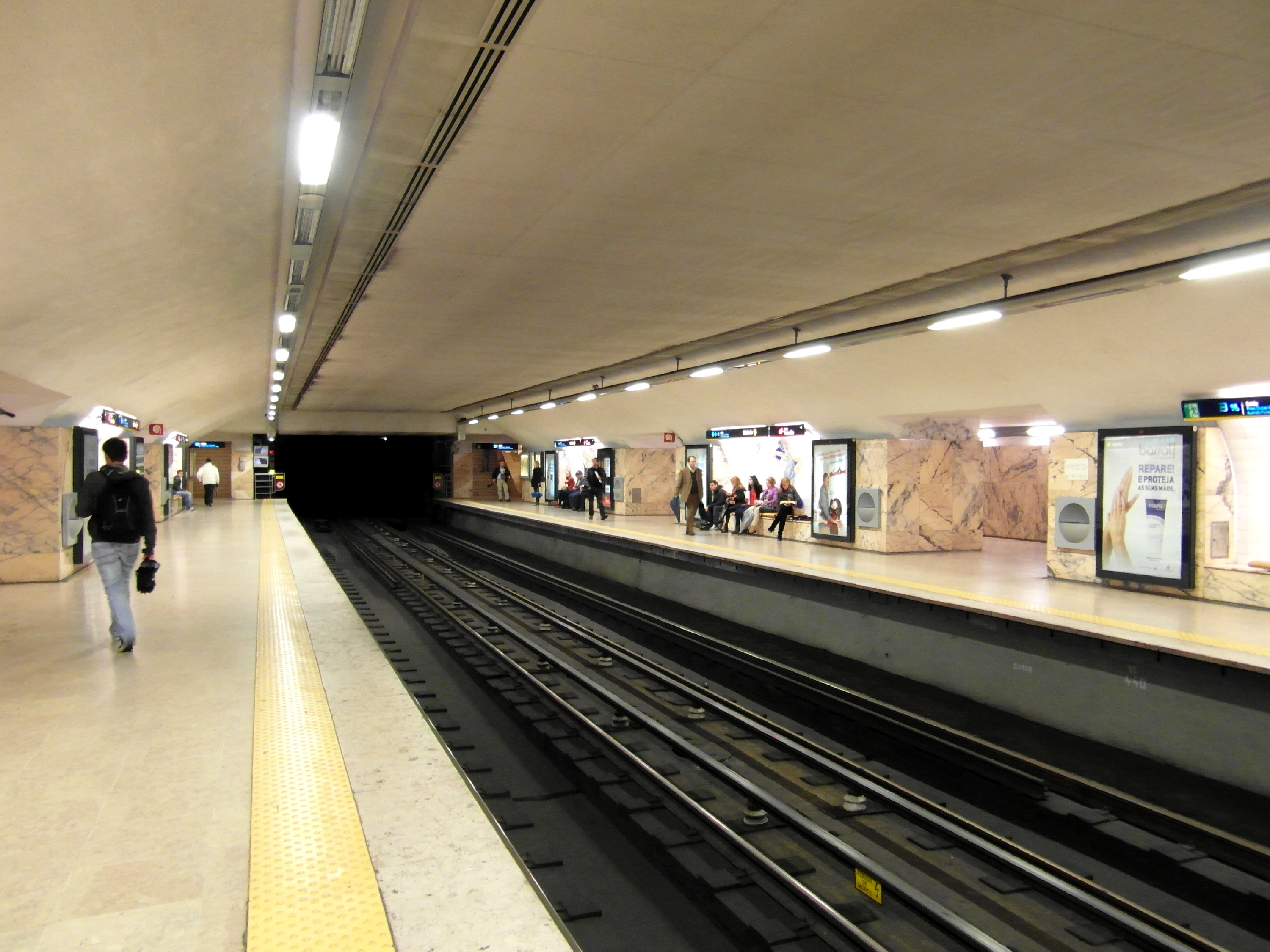
黄色線ホーム
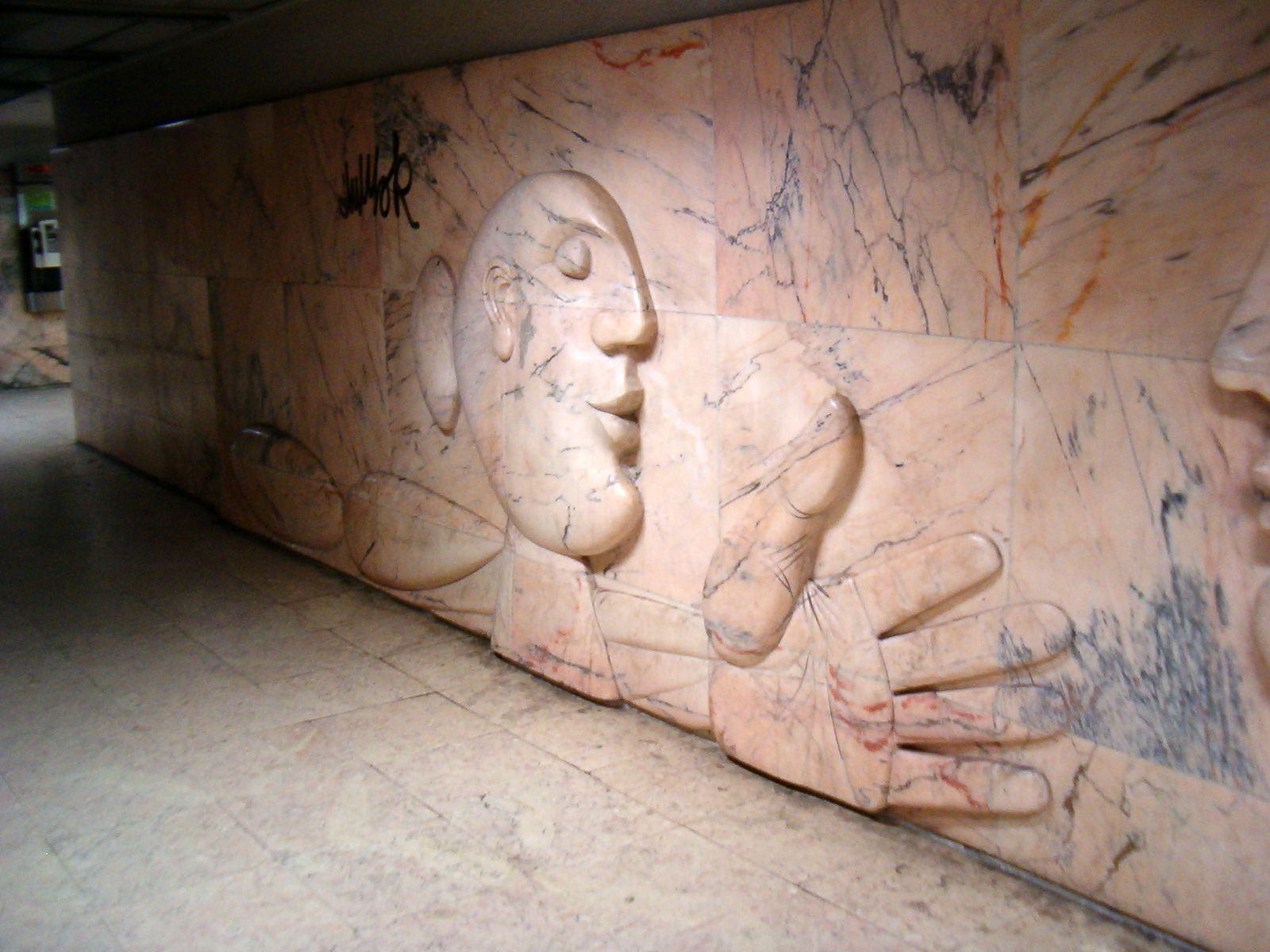
黄色線駅構内のアート
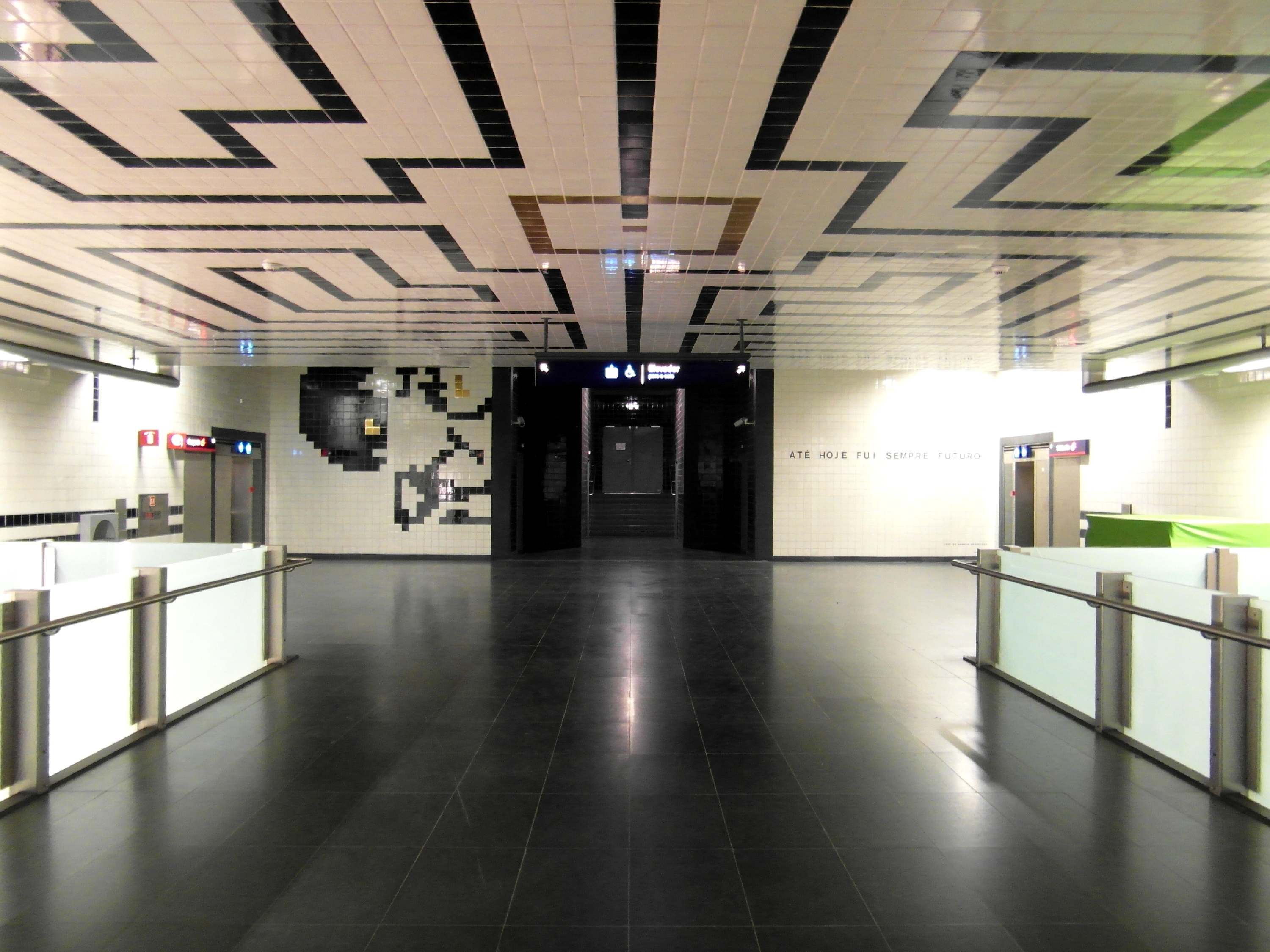
赤線コンコース
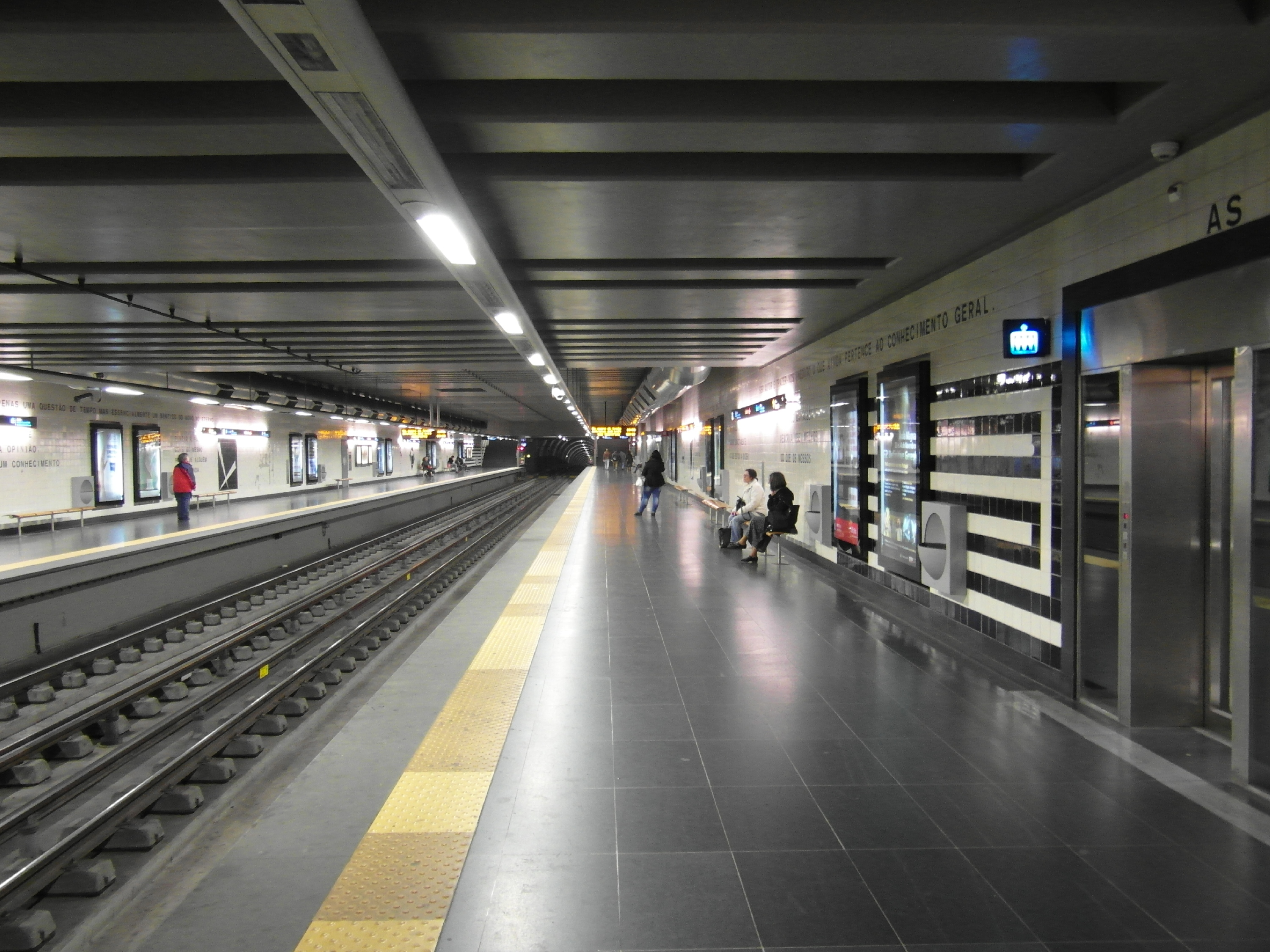
赤線ホーム

## 駅周辺
- サルダーニャ公爵広場（ポルトガル語版）
- アトリウム・サルダーニャ（ポルトガル語版）
- アルコ・ド・セゴ庭園（ポルトガル語版）
- リスボン大学付属高等技術学校（英語版、ポルトガル語版）（IST）

## 隣の駅
リスボンメトロ
 黄色線
カンポ・ペケーノ駅 - サルダーニャ駅 - ピコアス駅
 赤線
サン・セバスティアン駅 - サルダーニャ駅 - アラメダ駅